# Torre Borbonica
La Torre Borbonica o torre dei Borbone è una torre costiera posta a protezione del porto di Ponza in Italia.

## Storia
Nel sito su cui insiste oggi la torre era presente un castrum di età romana, distrutto dall'invasione dei Saraceni nell'813; l'edificio venne ripristinato nel 929, sotto l'occupazione del ducato di Gaeta.
La torre venne fatta realizzare da Alfonso d'Aragona, il quale tra il 1479 e il 1481 concesse in enfiteusi perpetua l’arcipelago pontino ad Alberico Carafa duca di Ariano, ad Antonio Petrucci conte di Policastro e ad Aniello Arcamone conte di Borelli a patto che a Ponza venisse eretta una torre a difesa del porto.
La torre fu il fulcro del progetto di ripopolamento farnesiano dell'isola della fine del XVI secolo, nel periodo in cui Ponza era feudo della famiglia Farnese. Dopo i cannoneggiamenti subiti in epoca napoleonica durante gli scontri tra francesi e inglesi, in età borbonica la torre venne interessata da opere di rifacimento che le hanno dato l'aspetto attuale.
L'edificio è oggi una struttura alberghiera.

## Descrizione
L'edificio, alto quattro piani, presenta una caratteristica forma "a scarpa": da un basamento sormontato da un cordone s'innalza un corpo quadrangolare che sovrasta il panorama del porto. L'edificio è realizzato in pietra locale, mentre il cordone è in tufo scuro, scelto per dare stacco alla monocromaticità della torre.